# Jerome I. Friedman
Jerome Isaac Friedman (ur. 28 marca 1930 w Chicago) – amerykański fizyk, laureat Nagrody Nobla w dziedzinie fizyki.

## Życiorys
Jego rodzice byli emigrantami z Rosji. Ojciec, Selig Friedman, przybył do Stanów Zjednoczonych w roku 1913, a matka, Lilian Warsaw, w roku 1915, jednym z ostatnich rejsów RMS Lusitania.
W roku 1990 otrzymał, wraz z Richardem Taylorem i Henry Kendallem, Nagrodę Nobla w dziedzinie fizyki za ich pionierskie badania dotyczące głęboko nieelastycznego rozpraszania elektronów na protonach i związanych neutronach, co miało istotny wpływ na rozwój modelu kwarkowego w fizyce cząstek.